# Nikolaj Spinjov
Nikolaj Nikolajevitj Spinjov (ryska: Николай Николаевич Спинёв), född den 30 maj 1974 i Rostov-na-Donu i Ryska SFSR, är en rysk före detta roddare.
Han tog OS-guld i scullerfyra i samband med de olympiska roddtävlingarna 2004 i Aten.